# Championnat de Hong Kong de football 1997-1998
Navigation
Saison précédente Saison suivante
La saison 1997-1998 du Championnat de Hong Kong de football est la cinquante-troisième édition de la première division à Hong Kong, la First Division League. Elle regroupe, sous forme d'une poule unique, les huit meilleures équipes du pays qui se rencontrent deux fois, à domicile et à l'extérieur. Le vainqueur de cette première phase obtient sa qualification pour la finale nationale. Une deuxième phase voit les quatre premiers s'affronter à nouveau pour déterminer le deuxième club qualifié pour la finale tandis que les quatre derniers se rencontrent pour éviter la relégation.
C'est le club d'Instant-Dict FC qui remporte le championnat cette saison après avoir terminé en tête des première et deuxième phases. C'est le deuxième titre de champion de Hong Kong de l'histoire du club après celui remporté il y a 2 saisons. Instant-Dict réalise même le doublé en s'imposant en finale de la Coupe de Hong Kong face à South China AA

## Clubs participants
- South China AA
- Five-One-Seven FC - Promu de D2
- Happy Valley AA
- Sing Tao SC
- Yee Hope FC - Promu de D2
- Instant-Dict FC
- Golden FC
- Uhlsport Rangers

## Compétition
Le barème de points servant à établir les classements se décompose ainsi :
- Victoire : 3 points
- Match nul : 1 point
- Défaite : 0 point

### Première phase

#### Classement
| Rang | Équipe             | Pts | J  | G  | N | P  | Bp | Bc | Diff |
| ---- | ------------------ | --- | -- | -- | - | -- | -- | -- | ---- |
| 1    | Instant-Dict FCT   | 35  | 14 | 11 | 2 | 1  | 42 | 15 | +27  |
| 2    | Happy Valley AA    | 29  | 14 | 9  | 2 | 3  | 34 | 15 | +19  |
| 3    | Sing Tao SC        | 26  | 14 | 8  | 2 | 4  | 28 | 12 | +16  |
| 4    | South China AA     | 26  | 14 | 8  | 2 | 4  | 30 | 25 | +5   |
| 5    | Yee Hope FCP       | 15  | 14 | 4  | 3 | 7  | 13 | 18 | -5   |
| 6    | Uhlsport Rangers   | 15  | 14 | 4  | 3 | 7  | 14 | 23 | -9   |
| 7    | Golden FC          | 11  | 14 | 3  | 2 | 8  | 15 | 24 | -9   |
| 8    | Five-One-Seven FCP | 3   | 14 | 1  | 0 | 13 | 9  | 53 | -44  |

|  | Qualifications pour la finale nationale et la poule des champions |
|  | Qualification pour la poule des champions                         |
|  | Participation à la poule de relégation                            |
|  | T : Tenant du titre P : Promu de deuxième division                |

#### Matchs
| Résultats (▼dom., ►ext.)                                   | Fiv | Gol | Hap | Ins | Ran | Sin | Sou | Yee |
| Five-One-Seven FC                                          |     | 0-2 | 0-7 | 1-3 | 1-3 | 1-5 | 2-5 | 1-0 |
| Golden FC                                                  | 1-0 |     | 2-3 | 3-7 | 1-2 | 1-2 | 0-1 | 2-1 |
| Happy Valley AA                                            | 5-0 | 2-1 |     | 0-1 | 2-0 | 2-2 | 3-0 | 1-1 |
| Instant-Dict FC                                            | 9-0 | 2-1 | 1-3 |     | 6-1 | 1-0 | 5-4 | 2-1 |
| Uhlsport Rangers                                           | 3-1 | 0-0 | 0-1 | 0-0 |     | 1-4 | 1-1 | 0-1 |
| Sing Tao SC                                                | 1-0 | 2-0 | 3-1 | 0-0 | 1-2 |     | 3-0 | 0-1 |
| South China AA                                             | 5-1 | 2-1 | 4-2 | 1-3 | 2-1 | 2-1 |     | 1-1 |
| Yee Hope FC                                                | 4-1 | 0-0 | 0-2 | 0-2 | 2-0 | 4-0 | 1-2 |     |
| - Victoire à domicile - Match nul - Victoire à l'extérieur |     |     |     |     |     |     |     |     |

### Deuxième phase
Les équipes démarrent la deuxième phase avec la moitié du total de points acquis lors de la première phase.

#### Poule des champions
| Rang | Équipe          | Pts  | J | G | N | P | Bp | Bc | Diff |  | Résultats (▼ dom., ► ext.) | Ins | Sou | Hap | Sin |
| ---- | --------------- | ---- | - | - | - | - | -- | -- | ---- |  | -------------------------- | --- | --- | --- | --- |
| 1    | Instant-Dict FC | 26.5 | 6 | 3 | 0 | 3 | 33 | 18 | +15  |  | Instant-Dict FC            |     | 0-2 | 1-0 | 3-0 |
| 2    | South China AAT | 26   | 6 | 4 | 1 | 1 | 32 | 27 | +5   |  | South China AAT            | 4-3 |     | 5-2 | 2-1 |
| 3    | Happy Valley AA | 19.5 | 6 | 1 | 2 | 3 | 28 | 21 | +7   |  | Happy Valley AA            | 0-2 | 7-3 |     | 1-1 |
| 4    | Sing Tao SC     | 19   | 6 | 1 | 3 | 2 | 22 | 17 | +5   |  | Sing Tao SC                | 4-3 | 1-1 | 1-1 |     |

|  | Qualification pour Coupe d'Asie des clubs champions 1998-1999 |
|  | T : Tenant du titre                                           |

- Du fait de ses victoires en première et deuxième phases, Instant-Dict FC est sacré champion sans avoir à disputer de finale nationale.

#### Poule de relégation
| Rang | Équipe             | Pts  | J | G | N | P | Bp | Bc | Diff |  | Résultats (▼ dom., ► ext.) | Ran | Yee | Gol | Fiv |
| ---- | ------------------ | ---- | - | - | - | - | -- | -- | ---- |  | -------------------------- | --- | --- | --- | --- |
| 1    | Uhlsport Rangers   | 18.5 | 6 | 3 | 2 | 1 | 21 | 22 | -1   |  | Uhlsport Rangers           |     | 2-3 | 1-1 | 2-1 |
| 2    | Yee Hope FCP       | 16.5 | 6 | 2 | 3 | 1 | 18 | 18 | 0    |  | Yee Hope FCP               | 2-3 |     | 1-1 | 2-2 |
| 3    | Golden FC          | 14.5 | 6 | 2 | 3 | 1 | 17 | 21 | -4   |  | Golden FC                  | 0-3 | 1-1 |     | 2-1 |
| 4    | Five-One-Seven FCP | 3.5  | 6 | 0 | 2 | 4 | 14 | 42 | -28  |  | Five-One-Seven FCP         | 3-3 | 0-2 | 2-4 |     |

|  | Relégation directe en deuxième division |
|  | P : Promu de deuxième division          |

## Bilan de la saison
| Championnat de Hong Kong de football 1997-1998 |                            |
| Champion                                       | Instant-Dict FC (2e titre) |
| Coupes et trophées                             |                            |
| Vainqueur de la Coupe de Hong Kong 1997-1998   | Instant-Dict FC            |
| Qualifications continentales                   |                            |
| Coupe d'Asie des clubs champions 1998-1999     | Instant-Dict FC            |
| Coupe des Coupes 1998-1999                     | Happy Valley AA            |
| Promotions et relégations                      |                            |
| Promus en First Division League                | Sai Kung's Friend FC       |
| Relégués en Second Division League             | Five-One-Seven FC          |